# Colônia peruana no trapézio amazônico

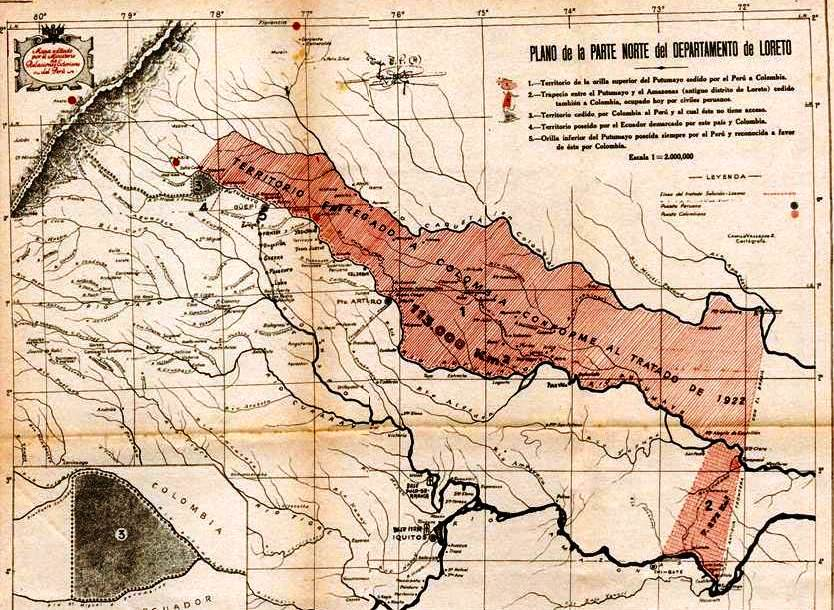
Mapa representando o território em disputa que o Peru considerava legitimamente seu.

A colonização peruana do Trapézio Amazônico, Colônia de Leticia ou Colônia de San Antonio, foi um projeto regional, vestigialmente desenvolvido pelas autoridades peruanas na segunda metade do século XIX, com a intenção de povoar um ponto na margem austral do Trapézio amazónico, dentro do setor que reivindicava como seu – especificamente na margem norte do rio Amazonas – como forma de povoar e reforçar a forte presença peruana na área, que abrangia do rio Caquetá aos rios Putumayo e Amazonas.
Embora a povoação tenha sido realizada pelas autoridades peruanas, não foi autorizada pelo governo central do Peru, sobretudo elaborada pelas autoridades da Prefeitura de Loreto, razão pela qual o referido ato não foi levado em consideração no momento do traçado fronteiriço entre o Peru e a Colômbia, posteriormente esse mesmo motivo desencadearia a Guerra Colombiano-Peruana.